# حوزه انتخابیه چهل‌وهشتم کالیفرنیا
حوزه انتخابیه چهل‌وهشتم کالیفرنیا یک حوزه انتخابیه مجلس نمایندگان آمریکا است که در ایالت کالیفرنیا قرار دارد.